# カントリー・ガールズの只今ラジオ放送中!!
カントリー・ガールズの只今ラジオ放送中!!（カントリーガールズのただいまラジオほうそうちゅう）は、2015年4月5日から2019年12月22日までアール・エフ・ラジオ日本で放送されていたラジオ番組。

## 概要
カントリー・ガールズの冠番組。
日曜24:30 - 25:00枠の『BZS1422』がBerryz工房の活動休止に伴い2015年3月1日で終了したため、2015年4月改編までのつなぎ番組として『ラジオ日本サンデースペシャル カントリー・ガールズの只今ラジオ研修中!!』の番組名で3回放送。2015年4月5日から先輩番組の『AS1422』と放送枠を交換し、番組名を『カントリー・ガールズの只今ラジオ放送中!!』に改題して正式に開始した。
2019年12月22日、カントリー・ガールズの活動休止に伴い終了。

## 出演者
| 出演者     | 出演期間                       |
| ---------- | ------------------------------ |
| 山木梨沙   | 2015年3月15日 - 2019年12月22日 |
| 森戸知沙希 | 2015年3月15日 - 2019年12月22日 |
| 小関舞     | 2015年3月15日 - 2019年12月22日 |
| 稲場愛香   | 2015年3月15日 - 2016年04月24日 |
| 島村嬉唄   | 2015年3月15日 - 2015年05月10日 |
| 船木結     | 2016年1月10日 - 2019年12月22日 |
| 梁川奈々美 | 2016年1月10日 - 2019年03月10日 |
| 嗣永桃子   | 2016年3月06日 - 2017年06月25日 |

## 放送時間
- 2015年03月15日 - 2015年03月29日：日曜24:30 - 25:00
- 2015年04月05日 - 2016年09月25日：日曜25:00 - 25:30
- 2016年10月02日 - 2019年12月15日：日曜24:30 - 25:00
- 2019年12月22日 - 最終回スペシャル：日曜24:30 - 25:30

## ゲスト
- 2016年12月19日、12月26日：須藤茉麻
- 2017年12月10日、12月17日：吉川友
- 2017年12月24日：橋本愛奈、後藤夕貴
- 2018年10月14日、10月21日：熊井友理奈
- 2018年11月4日：吉川友
- 2019年3月31日：吉川友、ぱいぱいでか美
- 2019年12月15日：吉川友、ぱいぱいでか美